# Реторичен въпрос
Реторичният въпрос (пише се и риторичен) е фигура в реториката, изразена под формата на въпрос, който не предполага отговор, а привлича вниманието на читателя и го навежда към размисъл. Казано с други думи, риторичният въпрос е въпрос, който съдържа в себе си отговора.
Често се използва в поезията, ораторските слова и ежедневната реч. Особеностите на риторичния въпрос са въпросителната интонация и постройка на фразата, скритият вътрешен диалог, провокиращ силно емоционално въздействие, това, че често е свързан с обръщение, а поредиците от риторични въпроси се използват за възходящи и низходящи градации.
Примери за риторични въпроси: от стихотворението „История“, Н. Й. Вапцаров
Живот ли бе – да го опишеш?
Живот ли бе – да го разровиш?
Разровиш ли го – ще мирише
и ще горчи като отрова.